# Didymocarpus adenocarpus
Didymocarpus adenocarpus är en tvåhjärtbladig växtart som beskrevs av C.E.C. Fischer. Didymocarpus adenocarpus ingår i släktet Didymocarpus och familjen Gesneriaceae. Inga underarter finns listade i Catalogue of Life.